# Bandera de Mònaco
La bandera de Mònaco està formada per dues franges horitzontals de la mateixa grandària, de color vermell (la superior) i blanc. Posseeix els mateixos colors que la bandera d'Indonèsia, però la monegasca és més llarga, i la bandera de Polònia que té la franja superior blanca i la inferior vermella. El vermell i el blanc són els colors heràldics de la Casa de Grimaldi des de l'any 1339.
Mònaco ha usat una bandera com l'actual bandera d'Estat però en la qual figuraven les versions anteriors de l'escut d'armes que ha estat usada pràcticament des de la fundació del principat (tret del període que va estar annexionat a França de 1793 a 1814). La versió actual de la bandera nacional va ser adoptada el 4 d'abril de 1881.
Va existir un estendard compost pel losange amb els colors de la Casa de Grimaldi (en terminologia heràldica "losange de plata i gules") molt usat durant el segle xvii.

## La bandera d'Estat
La bandera d'Estat de Mònaco és de color blanc, les proporcions de la seva ample i llarg són de 2:3. En el centre de la bandera figura l'escut de Mònaco. Aquesta bandera té pocs usos respecte a altres països: S'hissa en el palau del Príncep, en algunes dependències governamentals i com estendard del Príncep quan accedeix al seu vaixell.

## Estendard del Príncep

L'estendard del Príncep es compon de les armes de la Casa dels Grimaldi sobre un fons blanc. Les dimensions són de 3:4 o 5:6 si s'usa amb serrells.